# 巴克斯 (達文西)
《巴克斯》（Bacchus）是一幅現藏於盧浮宮的畫作，底稿由達芬奇完成，全畫據推測是後來的一些達芬奇的追隨者完成的。西德尼·約瑟夫·弗萊德伯格認為這是達芬奇第二次米蘭時期完成的作品。 其他參與繪製的畫家可能包括切薩雷·達·薩斯托（Cesare da Sesto）、 Marco d'Oggiono、弗朗西斯科·梅爾齊（Francesco Melzi） 和切薩雷·貝爾納迪諾（Cesare Bernazzano）。
最初此畫的主人公原來描繪的是施洗者約翰，但在1683至1693年間被塗掉重繪成了酒神巴克斯。
根據卡西亞諾·德爾·波佐的記載，此畫在1625年藏於楓丹白露宮。當時畫作上的施洗者約翰與常見的藝術作品的施洗者約翰形象都不相同，似乎是達芬奇自己創造出來的，與現藏於盧浮宮的《施洗者聖約翰》有些相似。